# Лужнєво
Лужнєво (рос. Лужнево) — присілок в Козельському районі Калузької області Російської Федерації.
Населення становить 4 особи. Входить до складу муніципального утворення Присілок Плюсково.

## Історія
Від 2004 року входить до складу муніципального утворення Присілок Плюсково.

## Населення
1. Н/Д[2]